# Cristoforo Rocchi
Cristoforo Rocchi (Pavia, ... – Pavia, 1497) è stato un ingegnere e intagliatore italiano.
Vissuto sotto il Ducato di Milano il Rocchi fu ingegnere, architetto e scultore le cui attività sono attestate dal 1480 al 1497. Attivo a Pavia e in Lombardia, fu soprattutto noto per la sua abilità nel lavorare il legno. Il suo nome è principalmente legato alla controversa questione del progetto del duomo di Pavia, progetto che il Rocchi e Giovanni Antonio Amadeo disegnarono nel 1487 e sul quale furono chiamati a dare consulenze Bramante, Leonardo e Francesco di Giorgio Martini. Il grande modello ligneo del Duomo, in gran parte rispondente alla attuale fabbrica attuale e conservato al Museo Civico del Castello Visconteo, è tradizionalmente ritenuto opera del Rocchi sebbene probabilmente sia riferibile al secondo progetto (quello bramantesco), intagliato nel legno nel 1497 dall'intagliatore Giovan Pietro Fugazza fra il 1497 e il 1501. Al Rocchi è però possibile attribuire solo la parte orientale del grandioso e dettagliato manufatto, forse terminato da altre maestranze. Morì a Pavia nel 1497.